# Arminio
Cayo Julio Arminio (Gaius Julius Arminius) o Hermann (16 o 17 a. C. a 21 d. C.) fue un caudillo querusco, germano de nacimiento pero ciudadano romano. En septiembre del año 9 d. C. aniquiló al ejército romano de Publio Quintilio Varo en la batalla del bosque de Teutoburgo. Después de su victoria, Arminio intentó durante varios años unir permanentemente las tribus germánicas para resistir más efectivamente los embates de las legiones romanas. Pero no tuvo éxito debido a las rivalidades entre los jefes tribales.
También se enfrentó a los romanos en otras batallas, ya que estos buscaban vengarse de la masacre de Teutoburgo.
Arminio (Arminius) es el nombre en latín adoptado por este personaje cuando sirvió en el ejército romano. Se desconoce cuál era su nombre germánico original, pero no es probable que Arminius sea una adaptación latina del mismo, por las convenciones romanas en la onomástica de aquel tiempo. Mucho más tarde se dieron tentativas de explicar el nombre a partir de raíces germánicas, y surgieron así nombres como Armin (Armen) y, muy posteriormente, Hermann (‘hombre de guerra’ o guerrero) este último probablemente inventado por el reformador religioso Martín Lutero, quien quería usarlo como un símbolo de la lucha de los germanos contra Roma.

## Biografía
Arminio nació en el año 17 a. C. o 16 a C. Era hijo de un jefe querusco llamado Segimer (en latín, Segimero). Fue entrenado como un comandante militar romano y obtuvo la ciudadanía y nobleza romana. Desde el año 4 (con apenas 20 años) comandó un destacamento de queruscos como fuerza auxiliar romana y luchó en las guerras panónicas en la península balcánica.
Arminio volvió al norte de Germania el 7 u 8 d. C., al lado de Publio Quintilio Varo, que fue designado gobernador de la Germania Inferior. La razón por la cual Augusto envió con él a Arminio se debió a que este conocía a los germanos y su modo de luchar. Al principio entabló una gran amistad con Varo, hasta llegaron a ser como padre e hijo, pero al ver que los suyos eran privados de los privilegios y la libertad, se volvió contra Roma y conformó un complot con los líderes de otras tribus de la zona en contra de los romanos.
Ya en el año 9 a. C., el emperador Augusto casi había conseguido ampliar el imperio hasta el Elba. Sin embargo, la asimilación no fue completa, pues los germanos seguían aspirando a la libertad y a las proezas guerreras.
Los germanos eran primordialmente pastores nómadas de carácter belicoso e indomable. Tácito, en su obra Germania, hace una brillante descripción de sus fieros ojos azules, cabellera rubia y corpulencia. Los romanos odiaban esa tierra "sombría por los bosques y fea y manchada por los pantanos", pero la influencia romana se fue infiltrando y las excavaciones muestran que hubo bastante comercio y una paulatina sedentarización de estas gentes.

### Rey cliente
Conociendo los romanos la ardua tarea de someter de forma directa esa región, se decidió romanizarla mediante la suzeranía, creando reinos clientes estables y romanizados que sirviesen de puente entre Roma y los germanos. Para ello los jefes tribales debían enviar a sus hijos a Roma para que fuesen educados a la manera romana y al volver a su tierra natal, convertirse en los nuevos líderes de sus tribus, mostrando una lealtad incuestionable a Roma además de enseñar a sus pueblos los beneficios de la romanitas o romanidad. Siendo Arminio y Marbod ejemplos de este plan.

### La batalla del bosque de Teutoburgo
La batalla del bosque de Teutoburgo, también llamada batalla de la selva de Teutoburgo o Desastre de Varo, fue un enfrentamiento armado que tuvo lugar en esta zona montañosa cerca de la ciudad alemana de Osnabrück, en la Baja Sajonia, en el otoño del año 9, entre una alianza de pueblos germanos encabezada por los queruscos y su caudillo Arminio, y un ejército romano mandado por Publio Quintilio Varo, legado de la región, que todavía no se había organizado en provincia.
Ante las intenciones de Varo de romanizar por la fuerza a los germanos, Arminio reunió un ejército cuyos efectivos se desconocen, y mediante añagazas hizo dirigirse a los romanos al bosque de Teutoburgo, situado en una zona de complicada orografía, ideal para una emboscada y en el cual permanecían apostados los queruscos. Varo, que dirigía unas fuerzas compuestas por tres legiones romanas (la Legión XVII, la XVIII y la XIX), seis cohortes auxiliares y tres alas de caballería, cayó en el engaño y la emboscada se saldó así con una catastrófica derrota de los romanos y con el suicidio del propio Varo. Tras esta batalla ninguna legión del Imperio romano volvió a llevar los números XVII, XVIII y XIX.
Tras esta derrota, el nuevo emperador Tiberio mandó a su sobrino Germánico, que venció aunque no consiguió capturar o matar a Arminio, y recuperó la provincia y el honor de Roma.

### Ataques del general romano Germánico

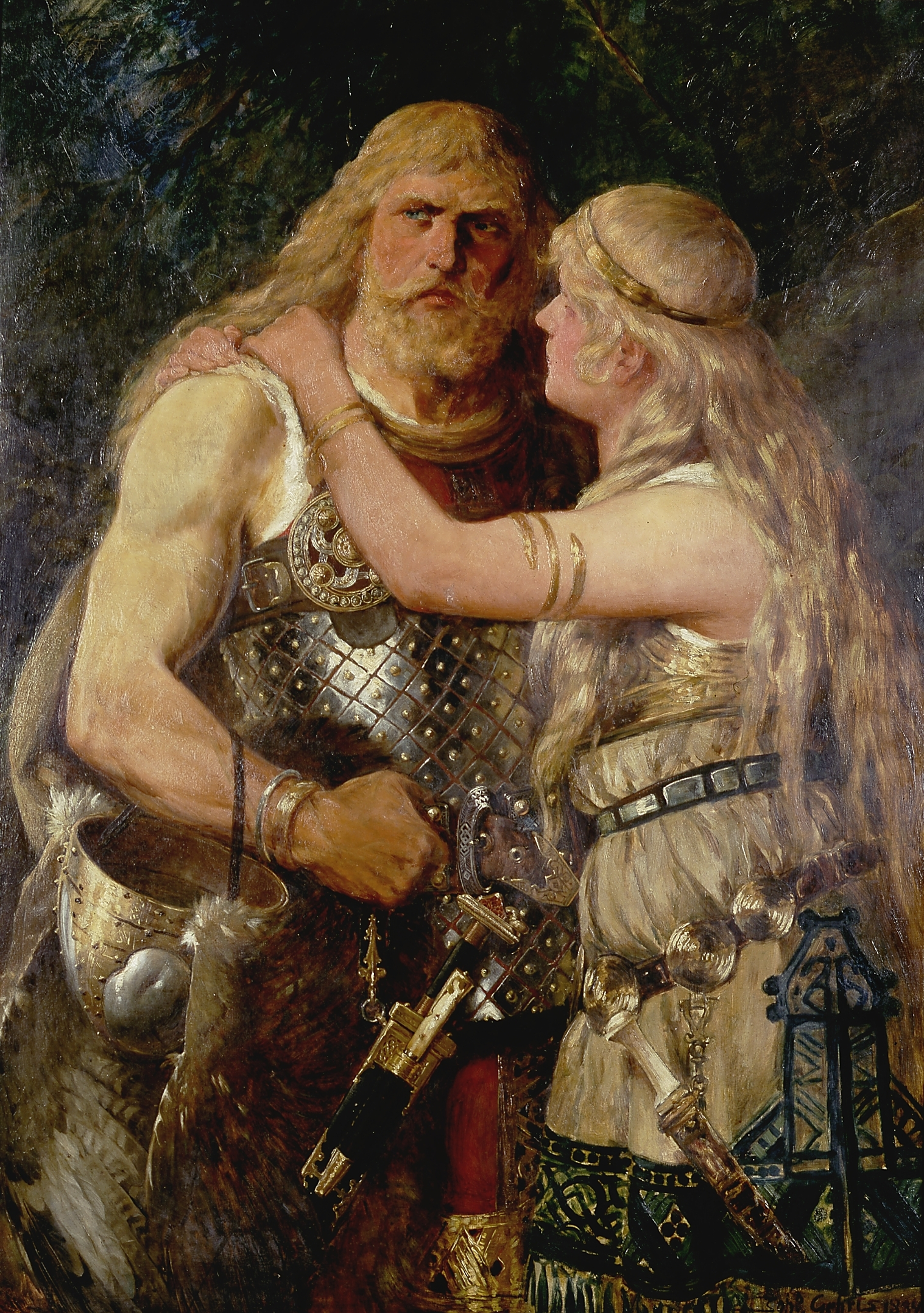
Arminio se despide de Thusnelda, pintura de Johannes Gehrts, 1884.

En el año 13, Julio César Germánico invadió la misma área con 80 000 hombres, encontró y enterró a los muertos de las legiones de Varo y llevó a cabo escaramuzas en toda la zona circundante.
Arminio resistió con éxito una serie de batallas y estuvo a punto de aniquilar otro ejército romano mandado por Aulo Cecina Severo en la batalla de los puentes largos; pero la firme resistencia de las legiones, sumada a la indisciplina de su tío Inviomero, quien atacó el campamento romano demasiado pronto, salvó a Cecina de sufrir el destino de Varo. Cecina retrocedió con sus tropas algunos kilómetros, mientras los guerreros de Inviomero saqueaban el campamento.
En el año 15, Germánico atacó otra vez los asentamientos germanos y capturó a Thusnelda, la esposa de Arminio, que fue entregada a los romanos por su propio padre Segestes como un acto de venganza contra Arminio. Segestes la había prometido como esposa a otro hombre, pero Thusnelda se había escapado con Arminio y se había casado con él después de la victoria del bosque de Teutoburgo. Segestes y su clan eran clientes de los romanos y se oponían a la política libertadora de Arminio (lo mismo que hizo Flavio, el hermano de Arminio).
Arminio fue instado por Flavio a que colaborara con los invasores latinos, pero él se negó y se entabló una gran batalla entre Arminio y los romanos en Idistaviso, probablemente cerca de la actual Minden. Pero no pudo recuperar a su esposa.
Thusnelda fue llevada a Roma, exhibida en el desfile de la victoria de Germánico en 18, nunca volvió a ver su tierra ni a la familia y desapareció de la historia. Tumélico, el hijo de Arminio que ella tuvo en cautiverio, fue entrenado como gladiador en Rávena y murió antes de los 30 años de edad en un encuentro de gladiadores.

### La última batalla
La última batalla importante entre Germánico y Arminio tuvo lugar en el año 16 en Idistaviso (Angrivarierwall), cerca del río Weser, y se saldó con victoria romana, ya que al terminar la batalla, los romanos habían perdido 1000 soldados mientras que los germanos dejaron sobre el campo 15 000 cadáveres. Arminio logró escapar; al ver que su plan no había funcionado y que la caballería huía, se embadurnó el rostro con sangre de un soldado muerto para que los romanos no lo reconocieran y huyó. Inviomero fue incapaz otra vez de atenerse al plan de batalla.
Germánico se alzó con la victoria y se mantuvo un tiempo en la región hasta que el emperador decidió evacuar (retirar las legiones) de un territorio considerado inhóspito y poco productivo. Entonces, los germanos vieron su tierra libre de invasores. Tácito tenía razón al llamar a Arminio “el hombre que liberó Germania”. Sus tácticas de guerra de guerrillas debilitaron el poder romano en la región y lo forzaron a replegarse hasta el Rin y el Danubio, fronteras intermitentes hasta el último siglo de la pars occidentalis.
Una vez que Roma se retiró detrás del Rin, una guerra rompió la alianza entre Arminio y Marbod, el rey de los marcomanos (marcomanni) en la actual Bohemia (República Checa), el otro caudillo importante de la época. Arminio había tratado repetidamente de formar una alianza sólida contra los romanos, incluso le envió la cabeza de Varo después de la victoria de Teutoburgo, pero Marbod no quería actuar como un soporte de Arminio.
La guerra terminó con la retirada de Marbod, aunque Arminio no fue tras él, ya que estaba enfrentando serias dificultades con la familia de su esposa y otros jefes prorromanos. En el año 21, a la edad de 37 años, fue asesinado a traición por miembros de su familia política. Fue sucedido por Itálico, hijo de su hermano Flavio, que al igual que su padre era leal a Roma, por lo que el sueño de Arminio de una "Queruscia libre de Roma" desapareció definitivamente.

## La Germania de Arminio, el mito de Hermann
Si bien a Arminio se le conoce por las palabras de Tácito como el "libertador de Germania", cosa que sería usada posteriormente por los nacionalistas alemanes en los siglos XVI, XIX y XX, en la época de Arminio no existía una entidad nacional conocida como Germania (como la moderna Alemania), Germania era el nombre de una región, no de un reino, país o provincia, y cada tribu era una nación en sí misma, si bien todas reconocían tener una historia común. La pretensión de Arminio se constituyó en el primer intento unificador germano, siendo esta idea influenciada por su educación romana, ya que si bien él admiraba a Roma y quería los beneficios de la romanización para su pueblo, lo quería hacer sin la propia Roma; esto fue visto por los rebeldes germanos, que inicialmente lo apoyaron, como una traición a la libertad por la que tanto habían luchado, cambiando a un tirano (Roma) por otro (Arminio). Al final Arminio fue asesinado por sus rivales; se desconoce si su muerte fue a manos de los prorromanos o de los rebeldes desilusionados.
Germania nunca llegó a ser un reino unificado y las diferentes tribus tomarían caminos distintos: unas uniéndose a Roma, otras desapareciendo y otras permaneciendo independientes.

## Legado
La victoria de Arminio contra las legiones romanas en el bosque de Teutoburgo tuvo un efecto trascendental en la historia posterior tanto de los antiguos pueblos germánicos como del Imperio Romano. Los romanos no volvieron a realizar esfuerzos concertados para conquistar y mantener de forma permanente Germania más allá del Rin y los Campos Decumanos. Numerosos historiadores modernos han considerado la victoria de Arminio como una de las batallas más decisivas de la historia, que algunos llaman "la mayor derrota de Roma".
Arminio no quedó solo en la historia de la lucha contra los romanos, siendo una muestra de esto que el siglo XIX, cuando tras la derrota napoleónica y su imperialismo surgieron los nacionalismos modernos, fue testigo de la resurrección de muchos antiguos líderes guerreros que fueron usados como símbolos por los nacionalistas: los franceses explotaron a Vercingétorix, los belgas a Ambiórix, los neerlandeses a Julio Civilis y los británicos a la reina Boudica.
Mención aparte merecería el caudillo lusitano Viriato por parte de los hispanos, y aunque venció a los romanos, fue vencido, al contrario que el germano, pero a pesar de eso, salvo Arminio ,ninguno de los anteriores pudo evitar que sus naciones fueran conquistadas por Roma.

## Película / Serie
- La batalla de Germania. La masacre en la Selva Negra (1967) protagonizada por Cameron Mitchell (actor) y Hans von Borsody como Arminio.
- Bárbaros (serie del 2020) protagonizada por Laurence Rupp, Jeanne Goursaud y David Schüttler